# NGC 7641
NGC 7641 est une vaste galaxie spirale située dans la constellation de Pégase. Sa vitesse par rapport au fond diffus cosmologique est de 7 506 ± 26 km/s, ce qui correspond à une distance de Hubble de 110,7 ± 7,8 Mpc (∼361 millions d'al). NGC 7641 a été découverte par l'astronome français Édouard Stephan en 1873. Cette galaxie a aussi été observée par l'astronome américain Lewis Swift le 18 novembre 1886, observation que John Dreyer a inscrite dans son catalogue sous le désignation NGC 7627, sans se rendre compte probablement que c'était la même galaxie que celle découverte auparavant par Stephan.  
À ce jour, 6 mesures non basées sur le décalage vers le rouge (redshift) donnent une distance de 115,333 ± 14,236 Mpc (∼376 millions d'al), ce qui est à l'intérieur des valeurs de la distance de Hubble.